# You'd Be Surprised (film)
Pour les articles homonymes, voir You'd Be Surprised.
Pour plus de détails, voir Fiche technique et Distribution.
You'd Be Surprised est un film américain réalisé par Arthur Rosson et sorti en 1926.
Le rôle du valet sourd et muet qui est au centre de l'intrigue est tenu par Granville Redmond qui était lui-même sourd, sans que cela soit connu du public de l'époque.

## Synopsis
Un valet sourd et muet est témoin d'un crime.

## Fiche technique
- Réalisation : Arthur Rosson
- Scénario : Jules Furthman, Robert Benchley
- Photographie : William Marshall
- Montage : E. Lloyd Sheldon
- Producteurs : Adolph Zukor, Jesse Lasky, B. P. Schulberg
- Société de production : Paramount Pictures
- Société de distribution : Paramount Pictures États-Unis), Famous-Lasky Film Service (Canada)
- Pays de production :  États-Unis
- Langue de tournage : Anglais américain
- Métrage : 1 827 mètres (6 bobines)[2]
- Format : Noir et blanc — 35 mm — 1,33:1 — Muet
- Genre : Comédie, Film policier
- Durée : 66 minutes (1 h 6)
- Date de sortie : 
  - États-Unis : 25 septembre 1926

## Distribution

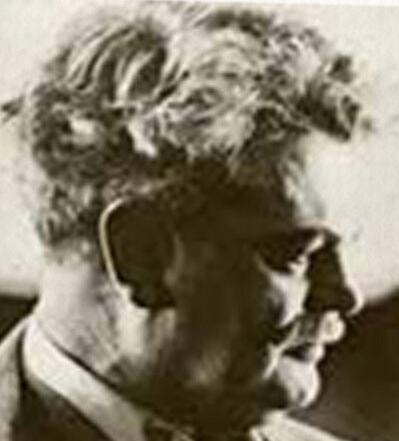
L'acteur Granville Redmond, valet sourd dans le film.

- Raymond Griffith : Mr. Green, The Coroner
- Edward Martindel : Mr. White, The District Attorney
- Earle Williams : Mr. Black, The Deputy District Attorney
- Thomas McGuire : Inspecteur Brown
- Dorothy Sebastian : Dorothy
- Granville Redmond : Grey, le valet
- Roscoe Karns : un invité
- Carl M. Leviness : un invité
- Isabelle Keith : un invité
- Dick La Reno : The 'Jury' Foreman
- Monte Collins : le laitier
- Jerry Mandy : le vendeur de hot dogs